# Bundesautobahn 620
Die Bundesautobahn 620 (Abkürzung: BAB 620) – Kurzform: Autobahn 620 (Abkürzung: A 620) – beginnt am Autobahndreieck Saarlouis und verläuft parallel zur Saar südlich der Innenstadt von Völklingen, anschließend durch die Landeshauptstadt Saarbrücken bis zum Dreieck Saarbrücken. Die Autobahn erfüllt dabei verschiedene Aufgaben: Zum einen dient sie als Teilstück der Verbindung zwischen Luxemburg und Saarbrücken (und von dort weiter zur A 6), zum anderen ist sie eine Umfahrungsstrecke für viele Ortsdurchfahrten entlang der mittleren Saar. Zudem fungiert das südöstliche Teilstück der A 620 als Stadtautobahn für Saarbrücken. Die A 620 ist durchweg vierstreifig ausgebaut, über weite Strecken fehlen jedoch Standstreifen auf beiden Seiten.
Von der A 620 ist zwischen den Anschlussstellen Völklingen-Geislautern und Völklingen-Zentrum eine gute Aussicht auf das Weltkulturerbe Völklinger Hütte möglich. Dadurch, dass die Trasse im Stadtgebiet von Saarbrücken fast ausschließlich in der ehem. unbebauten Flussaue verläuft, wird sie bei einem Hochwasserstand der Saar über 3,90 m zwischen Bismarck- und Wilhelm-Heinrich-Brücke immer wieder überflutet. Aus diesem Grund wird die A 620 in diesem Bereich auch scherzhaft Nebenfluss der Saar mit 13 Buchstaben (= Stadtautobahn) genannt.

## Baugeschichte
Die Bauarbeiten für diesen Abschnitt wurden 1961 begonnen und 1963 fertiggestellt. Die Eröffnung der A 620 erfolgte am 14. Dezember 1963 – bis dato hieß sie B 406. An diesem Tage wurde auch das Teilstück der A 6 zwischen St. Ingbert und Saarbrücken für den Verkehr freigegeben. Um den Bau der A 620 durch die Innenstadt von Saarbrücken an der Saar entlang zu ermöglichen, wurde die vordere – jüngere – Schlossmauer des Saarbrücker Schlosses abgerissen und eine dahinter befindliche, die noch von der mittelalterlichen Burganlage stammt, bis auf Bodenniveau freigegraben, dadurch gewann man ca. 20 m Gelände für die Trasse. Die bis dato an die vordere Mauer anbindende Alte Brücke war dadurch „zu kurz“ geworden, die neuentstandene Lücke über der neuen Autobahn wurde durch eine stählerne Fußgängerbrücke (im Volksmund „Flaschenhals“ genannt) überspannt. Das historische, von Friedrich Joachim Stengel errichtete Oberamtshaus an der Schlossmauer wurde abgerissen, ebenso die den Neumarkt zur Saarseite hin abschließende Häuserzeile. Die ehemalige rechteckige Platzanlage des Neumarktes, dem bis dahin eine vergleichbare Funktion für Alt-Saarbrücken zukam wie der St. Johanner Markt auf der gegenüberliegenden Saarseite, ist seitdem als solcher nicht mehr zu erkennen und wird durch die viel befahrene Wilhelm-Heinrich-Brücke geprägt.
Ein Kuriosum befand sich zwischen den Anschlussstellen Saarlouis-Lisdorf und Wadgassen: Eine ehemals dort vorhandene Behelfsbrücke über die Autobahn machte es erforderlich, dass die Autobahn einer engen Kurvenkombination folgen musste und nur eine Höchstgeschwindigkeit von 80 km/h erlaubte. Im Rahmen der Umbauarbeiten wegen des Neuanschlusses der B 269 (Bous (Saar)/Ensdorf (Saar) und Frankreich) ist diese Schikane seit Februar 2007 nicht mehr vorhanden. An dieser Stelle wurde die AS Ensdorf mit einem Brückenneubau über die Saar zur B 51 hin und einer Tangente zur B 269, die in Richtung Überherrn und weiter über die Grenze nach Frankreich verläuft, Mitte 2008 fertiggestellt. Die konkreten Planungen hierfür existierten bereits seit Mitte der 1980er Jahre.

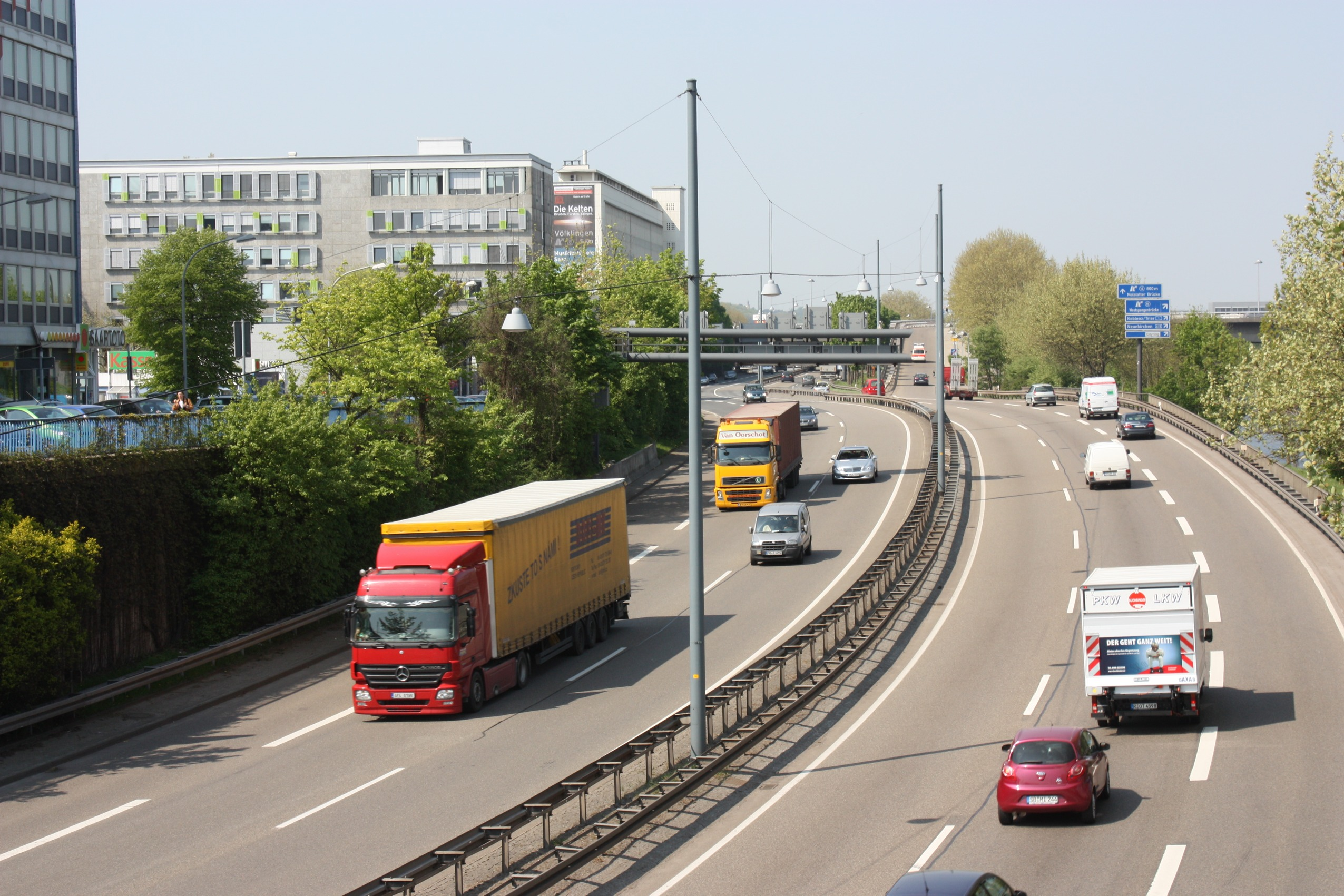
Stadtautobahn Saarbrücken
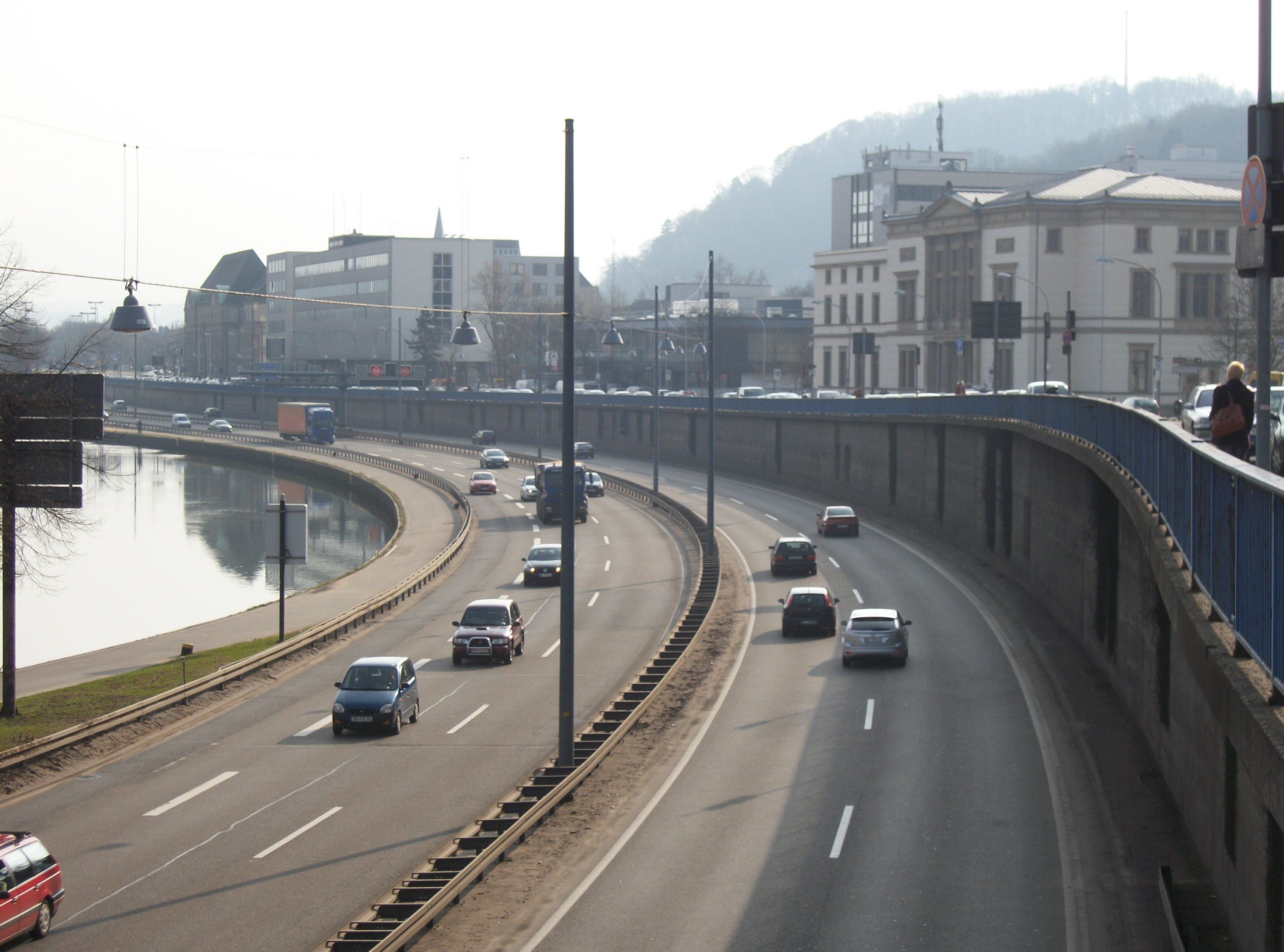
Saar, A 620 und Landtag des Landes Saarland
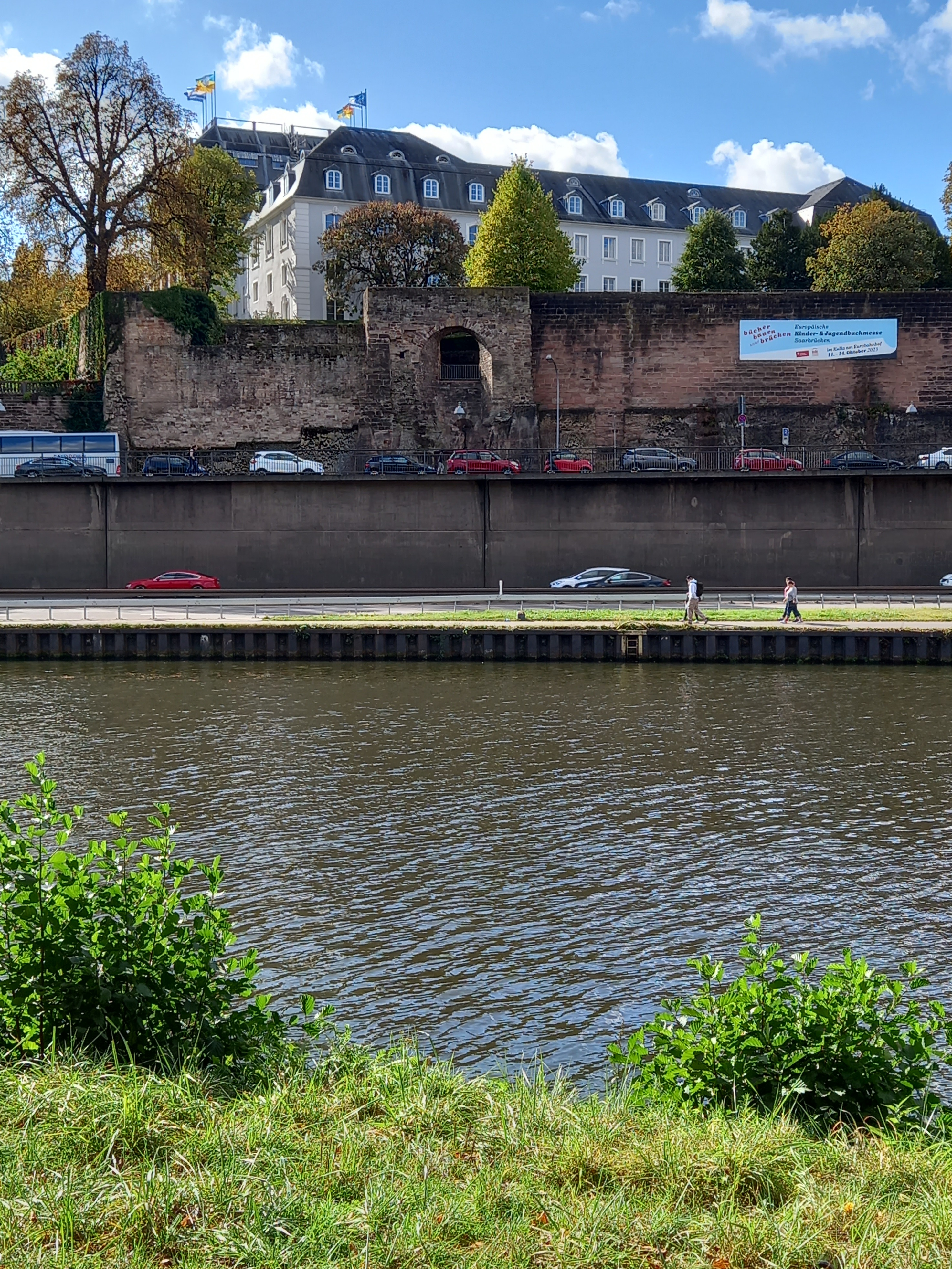
Saar, A 620 und Schloss Saarbrücken aus Richtung Osten
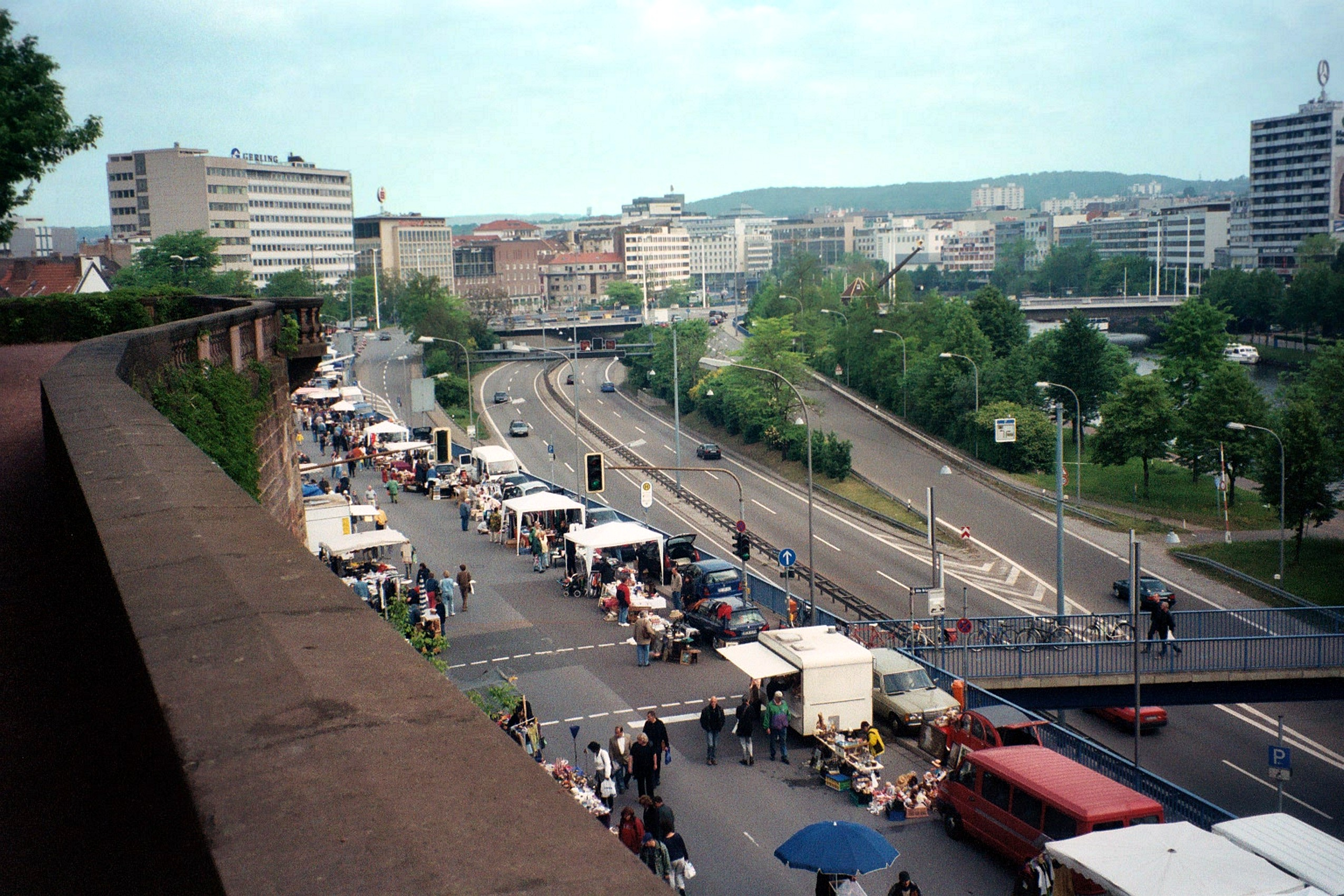
Flohmarkt auf der Franz-Josef-Röder-Straße neben der A 620 in Saarbrücken
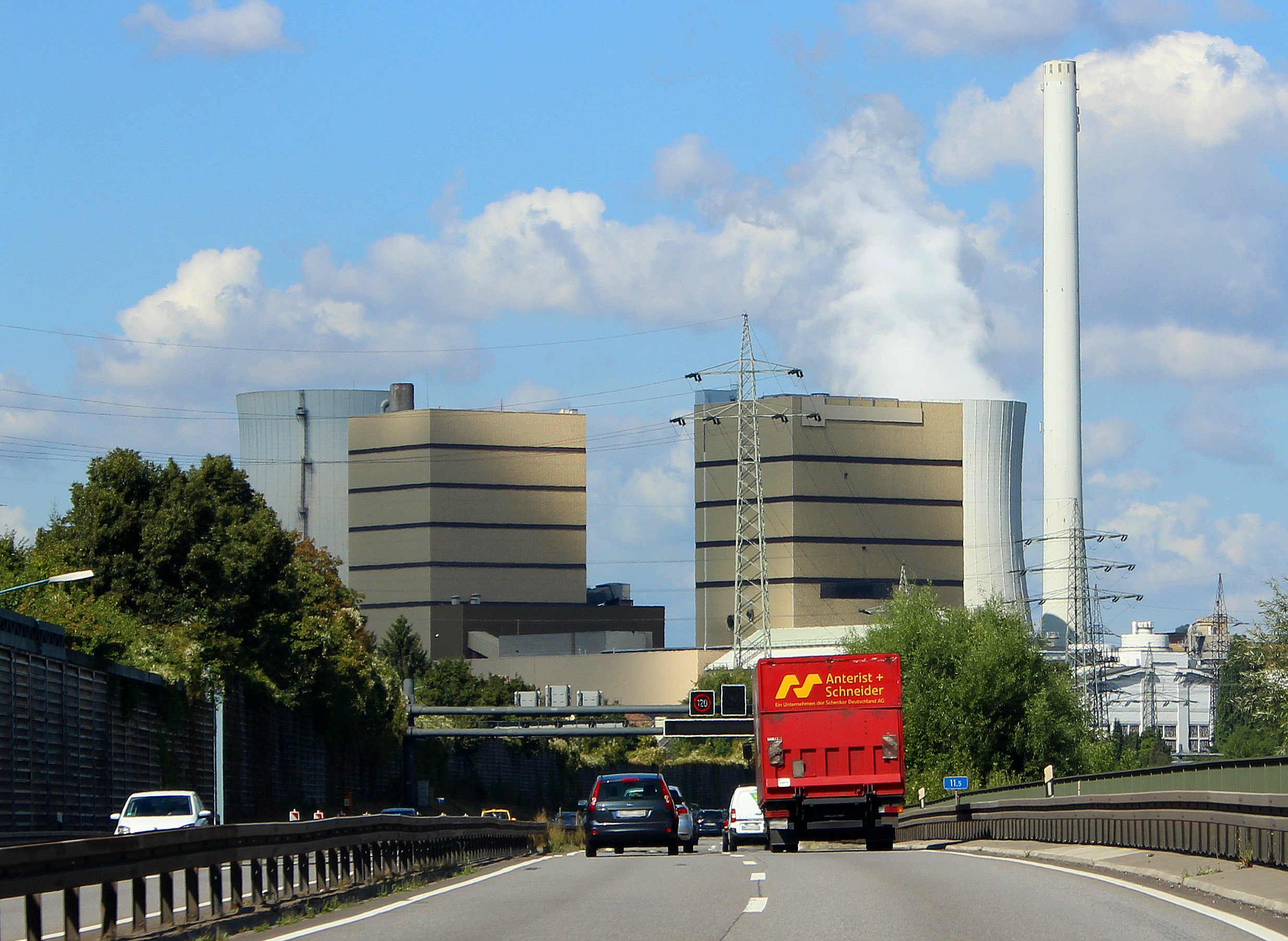
Bei Völklingen
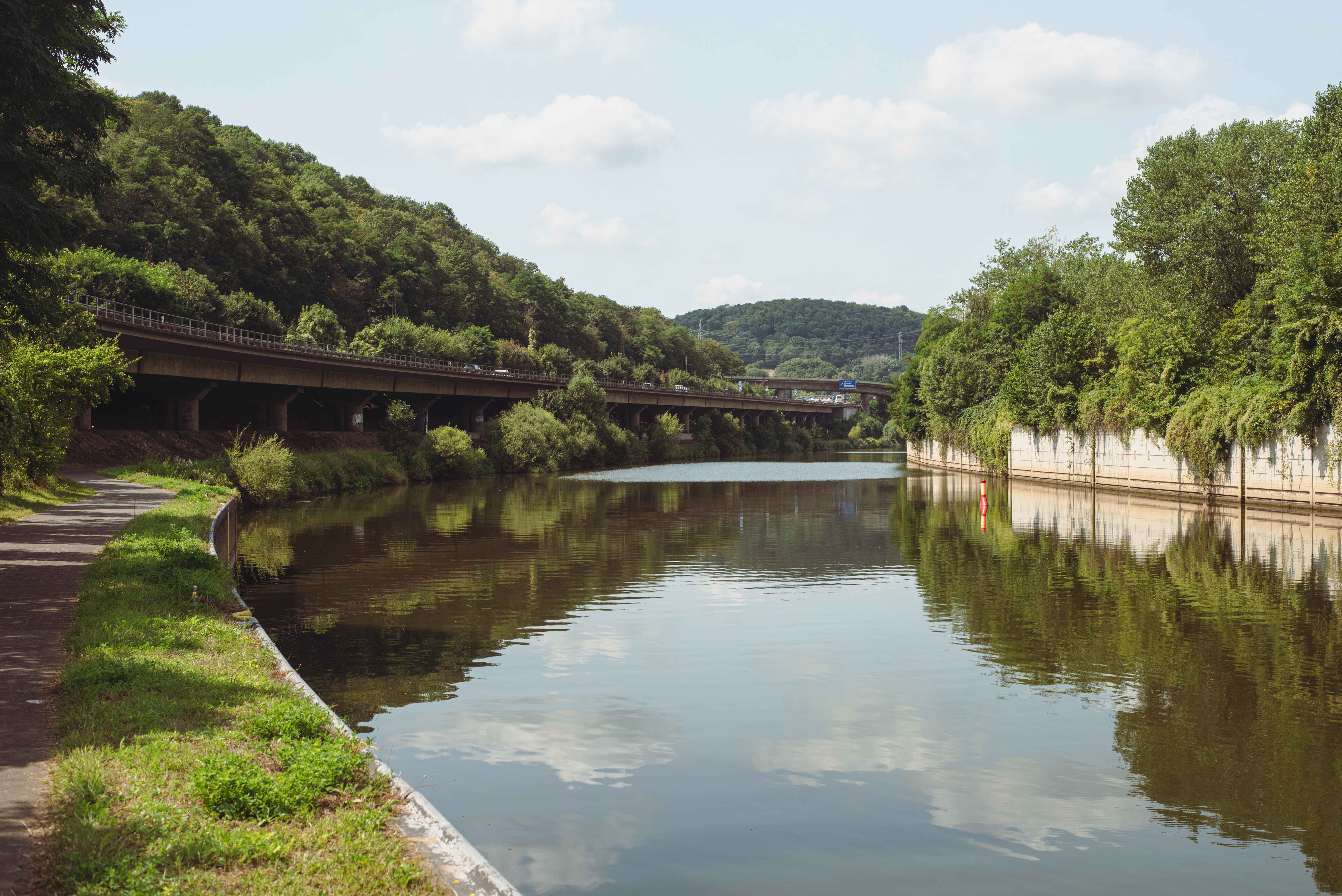
Hallerbrücke an der Saar in Völklingen

## Städtebauliche Planungen
Im Zuge des Projektes Stadtmitte am Fluss gab es Planungen, die Autobahn in Saarbrücken im Bereich zwischen Bismarck- und Luisenbrücke durch einen Tunnel zu führen. Dies hätte zum einen städtebauliche, aber auch verkehrstechnische Vorteile gehabt: Einerseits wegen der regelmäßigen Hochwassersperrungen, andererseits wären der Lärm und die Abgase, die durch die Autobahn entstehen, in den Tunnel verbannt worden. Durch einen Tunnel wären die Sperrungen weitgehend vermieden worden. Das Vorhaben wurde aber 2013 aus Kostengründen und wegen Widerstands aus der Bevölkerung auf unbestimmte Zeit vertagt.